# Државни службеник (1. сезона)
Прва сезона криминалистичке телевизијске серије Државни службеник премијерно је емитована 24. марта 2019. године, а последња епизода емитована је 14. јуна 2019. године на Суперстар ТВ.

## Радња
Главни јунак је Лазар, млади агент у успону који покушава да нађе равнотежу између породичног и пословног живота. Кад се велика опасност надвије над Србију, и кад више не зна има ли на кога да се ослони, Лазар схвата да ће морати да поднесе велику жртву и да ради мимо правила како би спасао своје суграђане, своју породицу и себе.

## Улоге

### Главне
- Милан Марић као Лазар Станојевић
- Небојша Дугалић као Станоје Милојевић
- Радован Вујовић као Мирко Бакрач
- Жарко Лаушевић као Илија Поморац
- Марта Бјелица као Крле Крстић
- Љубомир Булајић као Љуба Костић
- Ваја Дујовић као Ана Станојевић
- Марко Божић као Милутин Станојевић
- Соња Колачарић као Милица Вранеш
- Нина Нешковић као Маја Светличић

### Епизодне
- Марко Баћовић као Ђуровић
- Милена Радуловић као Лидија
- Јасмина Вечански као Анина мајка
- Јелена Ступљанин као Луиза
- Ненад Окановић као Копчалић/Пера лопов (лик и серије Убице мог оца)
- Петар Зекавица као Готлиб Дитрих
- Менсур Сафхиу као Богдани
- Милица Михајловић као Госпођа Караџић
- Перо Радичић као Посланик Ханс
- Небојша Илић као Тихомир Тодоровић
- Горан Гргић као Спенсер Рипли "Ајатолах"
- Небојша Миловановић као Рабреновић
- Дарко Томовић као Караџић
- Слободан Бештић као Лазарев отац
- Нела Михаиловић као Лазарева мајка
- Миљан Прљета као Миличин дечко
- Сара Пејчић као Валентина
- Сања Радишић као Рабреновићева супруга
- Милош Самолов као Слушалица
- Скот Александар Јанг као Колин Френклин
- Матеа Милосављевић као шанерка
- Анита Манчић као др. Мишић
- Жељко Димић као рендгенолог
- Богдан Богдановић као Сретен
- Немања Оливерић као чувар амбасаде 1
- Вујадин Милошевић као Чувар амбасаде 2
- Ненад Пећинар као Божидар Даниловић
- Андреј Шепетковски као Василије Карамарковић
- Бојан Лазаров као Душан Радмиловић
- Марјан Апостоловић као Делегат
- Милица Стефановић као Бакрачева супруга
- Елена Трепетов Костић као Рускиња
- Лука Савић као Рус
- Игор Ђорђевић као Хамед
- Рифат Рифановић као Фејсал
- Ненад Савић као Хуса
- Вања Лазин као Исламиста 1 Есад Миџић
- Чарни Ђерић као Исламиста 2
- Мохамед Бенмозах као Ел Картуми
- Петар Ћирица као газда Халал експреса
- Марија Опсеница као монахиња у Грачаници
- Милош Лазић као Милојевићев телохранитељ
- Драган Секулић као Борис
- Милена Николић као златарка
- Бранко Видаковић као затворски лекар
- Миодраг Ракочевић као управник затвора
- Јанко Цекић као затворски стражар 1
- Горан Поповић као затворски стражар 2
- Владимир Гвојић као анархиста
- Алекса Раичевић као скинхед
- Рамо Дудај као ром 1
- Емран Тачи као ром 2
- Драган Ђорђевић као кувар Халал експреса
- Небојша Ђорђевић као чувар странке
- Данило Лончаревић као Киза
- Дејан Карлечик као Бобан
- Невен Бујић као Момчило
- Кристина Томић као волонтерка 1
- Мирјана Требињац као продавачица у књижари
- Мирко Пантелић као печењар
- Маја Илић као продавачица веша
- Миа Карић као Љубица Караџић
- Даниел Сич као лекар
- Марко Павловић као сувозач пуцач
- Ђорђе Галић као возач мотора
- Андрија Ковач као Копчалићев момак 1
- Мухамед Насиа као Сиријац
- Андреа Форца као Тихомирова супруга
- Катарина Орландић као Сиријчева супруга
- Даниел Катона као Мигрант 1
- Урош Урошевић као косовски полицајац Србин
- Мирко Марковић као Булат - делегат 2
- Биљана Малетић као Славкова супруга
- Драган Марић као Смиљанов унук 1
- Огњен Марић као Сниљанов унук 2
- Марко Вучковић као Славков човек 2
- Лука Пиљанић као таксиста
- Тома Трифуновић као златар
- Маја Јовановић као волонтерка 2
- Тамара Налбадаин као детенце

### Гостујуће
- Тихомир Станић као Предраг Марјановић (лик и серије Убице мог оца)
- Марко Јанкетић као Мирко Павловић (лик и серије Убице мог оца)
- Иван Ђорђевић као Веселин Бајовић (лик и серије Убице мог оца)

## Епизоде
| Бр. у серији | Бр. у сезони | Назив          | Редитељ                                             | Сценариста       | Премијерно емитовање |
| --- | ------------ | -------------- | --------------------------------------------------- | ---------------- | -------------------- |
| 1 | 1            | „Епизода 1.1”  | Иван Живковић, Мирослав Лекић и Предраг Антонијевић | Димитрије Војнов | 24. март 2019.       |
| БИА шаље Перу лопова (из серије "Убице мог оца") да се убаци у Немачко посланство како би њихови људи (Лазар Станојевић, Крле и Љуба) могли да замене један новогодишњи пакет испод јелке у посланству. Задатак пролази успешно. Лазар и његова екипа потом добијају нови задатак од свог шефа Милојевића − да притисну још једног дипломату (Готлиба Дитлиха) јер се сумња да учествује у мутним радњама. Екипа почиње да мотри његов стан, али постају сведоци убиства српског политичар испред Дитрихове зграде па одлучују да се послуже малим фазоном ("проналаском дроге у дипломатином стану") и тако ухапсе Дитриха. Ова епизода је унакрсна са серијом Убице мог оца. |              |                |                                                     |                  |                      |
| 2 | 2            | „Епизода 1.2”  | Иван Живковић, Мирослав Лекић и Предраг Антонијевић | Димитрије Војнов | 24. март 2019.       |
| Дитрих је приведен у БИУ, али Лазар схвата да се иза тога крије нешто више, али бива присиљен да га пусти, а уз то схвата да је један од пакета испод јелке који је Пера узео, а који је он онда поклонио свом сину Милутину повезан са тим. Касније, један колега из БИЕ (Караџић) бива убијен, а његов убица бежи. Милојевић преко својих људи открива да је убица на Косову па Лазар и његова екипа добијају задатак да га доведу у Београд. Екипа се на Косову повезује са Периним братом близанцем Копчалићем преко кога ступају у везу са албанским мафијашем Богданијем и уређују примопредају убице, али Богдани поставља услов − Лазар убије двојицу његових, а он једног Лазаревог човека како би очувао свој углед у подземљу. |              |                |                                                     |                  |                      |
| 3 | 3            | „Епизода 1.3”  | Иван Живковић, Мирослав Лекић и Предраг Антонијевић | Димитрије Војнов | 31. март 2019.       |
| Лазар је због строгог наређења морао да пристане на Албанчеву игру па је учинио што је тражено и Рабреновић је враћен у Србију где му је Милојевић пресудио по кратком поступку који је снимљен телефоном и показан Караџићевој супрузи. Илија и Славко разрађују планове за превоз оружја бродом. Милојевић је узео службене ствари из Рабреновићеве куће. Лазар је послао Милицу Вранеш на посебан задатак. |              |                |                                                     |                  |                      |
| 4 | 4            | „Епизода 1.4”  | Иван Живковић и Мирослав Лекић                      | Димитрије Војнов | 7. април 2019.       |
| Милица је донела Лазару важне податке. Милојевић је за свог новог заменика именовао Бакрача. Лазар одлази на тајни задатак са Мајом и успева да је "прилепи" за жељену мету − Ајатолаха. Ајатолах касније одлази са њом у стан где долази до неочекиваног обрта због чега Лазар и Љуба бивају принуђени да упадну унутра и поубијају двојицу плаћеника, а Крле одлази да прати Ајатолаха. Ајатолах се у својој вили састао са Тихомиром Тодоровићем па наређује његово убиство, али Лазар и Љуба стижу брже и убијају плаћеног убицу Лекара који је хтео да га убије. Тихомира су пребацили у сигурну кућу, а после тога код његових руских пријатеља. Лазар је сачекао Ајатолаха у његовим колима и запретио му. |              |                |                                                     |                  |                      |
| 5 | 5            | „Епизода 1.5”  | Иван Живковић и Мирослав Лекић                      | Димитрије Војнов | 14. април 2019.      |
| Руси враћају Тодоровића Ајатолаху, а Милојевићу говоре да је стигао у Русију. Славко се састао са Ајатолахом. После проналаска књиге коју му је Милица дала, Ана почиње да прати Лазара јер мисли да је вара. Славко је донео Милојевићу задатак из Вашингтона − треба уклонити исламисте који се налазе у Рашкој области (тзв.Санџаку). Посланик Ханс се састао са Славком у његовој кући. Међутим, Славко је посумњао да иза тога стоји БИА па је наредио преглед куће приликом ког је пронађена једна од две бубице које је Ханс поставио и о томе обавестио Илију. Лазар добија задатак да нађе људе из подземља и убаци их у Рашку област (тзв.Санџак) па се обраћа Пери лопову за помоћ. Како би ти људи изгледали што опасније, Лазар је са њима опљачкао једну златару док су Крле и Љуба пратили све. Међутим, једног од људи је власник златаре ранио пушком. Ова епизода је унакрсна са серијом Убице мог оца. |              |                |                                                     |                  |                      |
| 6 | 6            | „Епизода 1.6”  | Иван Живковић и Мирослав Лекић                      | Димитрије Војнов | 21. април 2019.      |
| Лазар се састао са доушником познатим под надимком "Слушалица" и преко њега успео да се повеже са Хамедом, златарем из Рашке области (тзв.Санџака) који зна исламисте за којим трага. Накит који је узет из златаре, Лазар је озрачио код др. Мишицке, својом везом из ургентног центра. Како би га проверио, Хамед је намамио Лазара у сачекушу са све Крлетом и Љубом. Затим их је све одвео у своју викендицу где је направио журку, а како би се осигурао да Хамед ништа не посумња, Лазар је повукао црту кокаина. |              |                |                                                     |                  |                      |
| 7 | 7            | „Епизода 1.7”  | Иван Живковић и Мирослав Лекић                      | Димитрије Војнов | 28. април 2019.      |
| Лазар је склопио посао са Хамедом, а затим је похапсио његове људе и њега у златари како у Рашкој области (тзв. Санџаку) не би ништа посумњали. Ана се састала са Милицом како би проверила њен однос са Лазаром. Лазар је са Крлетом и Љубом дошао до човека који ради као преводилац у избегличком кампу, а за кога сумњају да ради за исламисте. Како не би изазвали сумњу међу избеглицама са Блиског истока, Лазар је наредио да кажу да проверавају инсталације. Пошто је посумњао да се нешто дешава, Фејсал се убио испред логора на Лазарове очи. Славко се састао са својом везом из ЦИА-е у вези посла. Илија је посетио Караџину супругу и рекао да њу и њене ћерке од сад он чува. |              |                |                                                     |                  |                      |
| 8 | 8            | „Епизода 1.8”  | Иван Живковић и Мирослав Лекић                      | Димитрије Војнов | 5. мај 2019.         |
| Лазар је добио задатак да натера Смиљана, човека који је створио странку Српски отаџбински сабор, да за новог председника не подржи Василија Карамарковића. Смиљан је открио да су поставили бубице у просторије странке, а поруком су му послате две слике − прва на којој отмичари као таоце држе његову породицу, а убрзо после ње и друга на којој су Крле и Љуба везали исте те отмичаре. Смиљан је донео одлуку, али се касније предомислио кад је вратио Славку његове "интелектуалце". Милојевић и његови људи су на вестима видели да су се десили терористички напади у Немачкој. Славко је отео Ајатолаха. МИ6 притиска службу да предузме нешто поводом напада. |              |                |                                                     |                  |                      |
| 9 | 9            | „Епизода 1.9”  | Иван Живковић и Мирослав Лекић                      | Димитрије Војнов | 12. мај 2019.        |
| Милојевић је саопштио да ЦИА хоће да преузме Хамеда Пузовића, златара ког су ухапсили због веза са исламистима, али Лазар не жели да га испоручи јер му је дао реч. Како би то спровео у дело, он је од своје везе из здравства добио бенседин који је предао Хамеду и објаснио му шта треба да ради, а онда га је преко Копчалића и двојице његових људи који су набавили санитет пребацио у Грачаницу. Када је сазнао за Хамедово одвођење из затвора, Милојевић је до те мере побеснео да је налупао неколико шамара Лазару. Бакрач је прислушкивањем сазнао да су Руси предали Тихомира Тодоровића Славку који је наредио његово убиство и закопавање негде код Ниша. Милојевић је од Илије добио податке о једном траженом броду, а својој аналитичарки је рекао да ће извор податка водити као веза из подземља "Орловић". Лазар се на лукав начин састао са новинарем Веселином "Весом" Бајовићем (из серије "Убице мог оца") и рекао му да објави једну вест што је пре могуће. Ова епизода је унакрсна са серијом Убице мог оца.                                       |              |                |                                                     |                  |                      |
| 10 | 10           | „Епизода 1.10” | Иван Живковић и Мирослав Лекић                      | Димитрије Војнов | 19. мај 2019.        |
| Дитлих се вратио у Београд и повезао са двојицом преосталих исламиста. Када је саопштио Милојевићу да је од Хамеда добио траг у вези те двојице исламиста, Милојевић је Бакрачу да прочита Лазару део текста из једног новинског чланка, а онда је запретио Лазару да ће га пензионисати, ако не престане да прави невоље. Недуго после тога, Милојевић је обавештен да Американци хоће да им БИА преда Лазара. Схвативши да га је неко издао, Лазар је натерао своју супругу да му призна да је она издајник што се и десило. Касније је Лазар извео Крлета и Љубу у провод и саопштио им да је пензионисан. Када су Дитлих и двојица исламиста отишли у друго тајно скровиште, исламисти су га узели за таоца јер су добили податак од свог вође да он није њихов човек. Пошто их је пратио, Лазар је упао у склониште убио једног исламисту приликом чега је Дитлих рањен, а други исламиста је побегне. |              |                |                                                     |                  |                      |
| 11 | 11           | „Епизода 1.11” | Иван Живковић и Мирослав Лекић                      | Димитрије Војнов | 26. мај 2019.        |
| Лазар креће у потеру за одбеглим седмим исламистом, а успут је јавио БИИ шта се десило са шестим исламистом и где је, а Готлиба је пребацио у Мајин стан где га је лекарка која је његова веза закрпила. Бакрач даје задатак Марјановићу задатак да убиство шестог исламисте прикаже као дело подземља. Када се десила пуцњава код кафане "Халал експрес" у којој су учествовали Лазар и седми исламиста, полиција је дошла на увиђај, а Марјановић је упозорио инспектора Павловића на Лазара. Пошто Лазар није могао да одведе сина на отварање "Јура парка", Ана је замолила свог оца Илију да то уради. Лазар је открио да седми исламиста намерава да изврши напад на америчког посланика који ће бити баш тамо па је позвао Ану и рекао јој да онеспособи репетитор на Калемегдану како напад не би успео. Међутим, исламиста је већ стигао на Калемегдан и ставио свој прслук у погон спреман да окине направу. Ова епизода је унакрсна са серијом Убице мог оца. |              |                |                                                     |                  |                      |
| 12 | 12           | „Епизода 1.12” | Иван Живковић и Мирослав Лекић                      | Димитрије Војнов | 2. јун 2019.         |
| Лазар је успео да стигне на Калемегдан, а Ана да обавести Илију да одведе Милутина одатле. Ана је морала да примени силу јер је њена сарадница одбила да угаси репетиторе због чега ју је касније обезбеђење затворило. Када је од Лазара сазнао шта се дешава, Смиљан је успео да открије исламисту и да насрне на њега. Приликом тога је задобио неколико убода ножем у трбух, а Лазар је успео да убије исламисту. Смиљан је у рукама држао окидач, а касније је пребачен у болницу док је окидач преузео један из Против-диверзионог који је страдао када је направа окинута мобилним телефоном из даљине. Лазар је извукао Ану од обезбеђења малим лукавством, а касније је побегао са Мајом код њених родитеља. Милојевић је открио где је он и тамо послао Славкове људе које су Лазар, Крле и Љуба побили па је Лазар заједно са Дитрихом преко Копчалића побегао у Грачаницу. Илија је успео да наговори Славка да не преда Лазара Американцима, а са Марјановићем је објаснио Бакрачу о чему се ради у целој причи. Ова епизода је унакрсна са серијом Убице мог оца. |              |                |                                                     |                  |                      |